# Friedrich Schüler

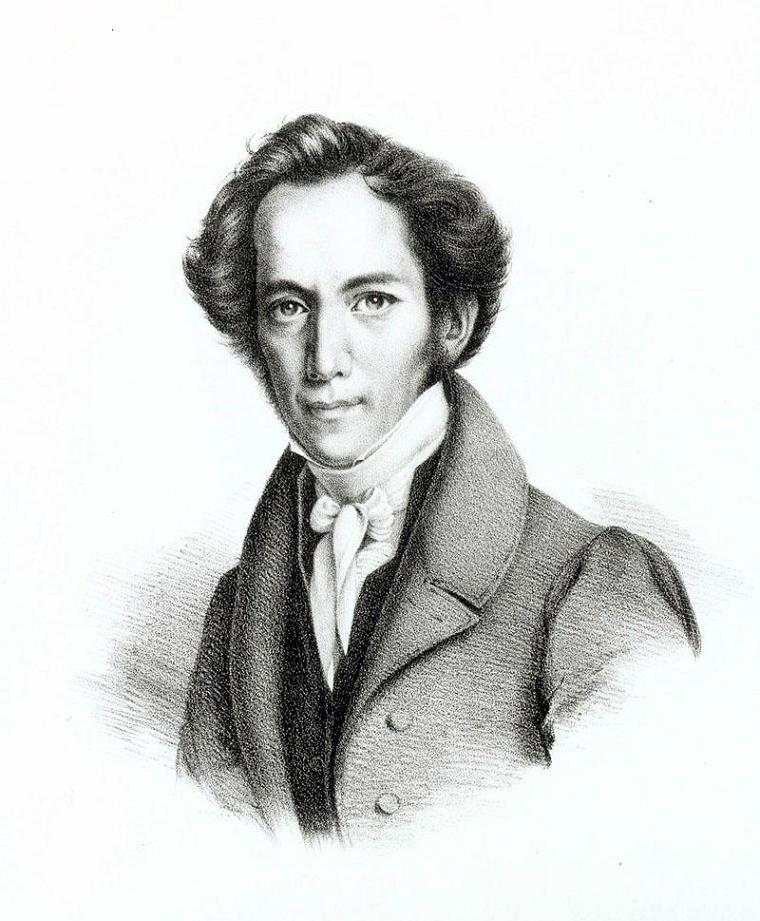
Friedrich Schüler

Friedrich Schüler (* 19. August 1791 in Bergzabern; † 26. Juni 1873 in Metz) war ein deutscher Jurist und demokratischer Politiker.

## Leben und Wirken
Friedrich Schüler wurde in Bergzabern als Sohn des Lehrers Elias Schüler (1753–1794) geboren. Nach dem Tod der Mutter 1805 wuchs er bei seinem Onkel Abraham Schüler auf, 1792 einer der Demokraten bei der Gründung der „Republik Bergzabern“. Friedrich Schüler begann sein Jurastudium an der Universität Straßburg; am 28. April 1812 schrieb er sich an der Universität Göttingen ein. Nach seinem Studienabschluss ließ er sich als Advokat in Zweibrücken nieder.
1831 wurde er als Landstand in die Zweite Kammer der Bayerischen Ständeversammlung gewählt. Hier war er im Budgetausschuss tätig. Nach Eike Wolgast war Schüler ein Republikaner und radikal Liberaler mit Sinn für demonstrative Akte. Sich gegen den absolutistischen Regierungsstil wendend, stellte Schüler sich gegen die Zivilliste und den Kunstetat. Damit wollte er den Bau der Alten bzw. Neuen Pinakothek in München einstellen lassen, die ihm wahrscheinlich als selbstherrliche Verwendung und Verschwendung von Mitteln durch den Monarchen galt. Ein weiteres Feld seines politischen Engagement war die Fürsprache zur Zollunion zwischen Baden und Bayern und darüber hinausgehend mit dem Königreich Preußen, um die damit im Zusammenhang stehende Mautpolitik zu vereinheitlichen. Man überreichte Schüler eine „Bürgerkrone“; dabei wurde der Deutschen Tribüne, dem patriotischen Westboten und zuletzt der Volkssouveränität ein Lebhoch gebracht.

### Erstes Schülerfest
Nach Ende der Sitzungsperiode des 5. Bayerischen Landtags am 29. Dezember 1831 kehrten die Vertreter in ihre Wahlkreise zurück. Die Anhänger Schülers aus Zweibrücken-Bubenhausen richteten für den Rückkehrer am 29. Januar 1832 das sogenannte „Erste Schülerfest“ aus. Diese Form von Oppositionsveranstaltung als Ehrenbezeugung hatte, seit 1830 aus Frankreich kommend, Anklang in den deutschen Ländern gefunden. Zudem bot das Bankett die Möglichkeit, das Verbot von Zusammenkünften von mehr als zwanzig Menschen zu umgehen. Das Schüler-Bankett fand mit 350 Gedecken statt. Zur Begrüßung des „einziehenden“ Friedrich Schüler gab man 102 Salutschüsse aus Mörsern ab; das war einer mehr als die zur Begrüßung eines Monarchen üblichen 101 Schüsse.
Die am Festessen teilnehmenden oppositionellen „Patrioten“ forderten, dass jegliche Herrscherlegitimation aus der Volkssouveränität abzuleiten sei. Dies wäre der Grundstein für „Deutschlands Wiedergeburt“. Schüler nahm in seiner Rede Anstoß an der geringen Macht des Landtags. Die öffentliche Meinung müsse mehr Einfluss auf die Regierungspolitik ausüben. Dies könne jedoch nur eine freie Presse bewirken. Damit vertrat er die oppositionelle Auffassung, dass die Pressefreiheit das wichtigste Instrument sei, um eine durchgreifende politische Reform herbeizuführen – ob mit oder ohne Fürsten, sei dahingestellt.

### Deutscher Preß- und Vaterlandsverein
Schülers Rede gab den Anstoß, in Weiterführung der von Wirth vorgebrachten Idee einen Deutschen Vaterlandsverein zur Unterstützung der freien Presse zu gründen. Den vorläufigen Vorsitz nahmen am 21. Februar die beiden Advokaten Joseph Savoye und Ferdinand Geib zusammen mit Schüler ein. Die Tätigkeiten des Deutschen Preß- und Vaterlandsvereins bestanden in der Hauptsache im Sammeln von Geld, der Organisation von Zusammenkünften, Verschicken von Protestnoten und der Unterstützung von Schriftstellern und Zeitschriften. In der Folgezeit bildeten sich in vielen deutschen Städten Lokalkomitees.
Der Verein hätte seit dem 1. März wegen eines allgemeinen Vereinsverbots eigentlich nicht mehr bestehen dürfen. Schüler, Geib und Savoye legten gegen das Verbot Rechtsmittel ein. Gegen die Aufforderung der Regierung, in diesem Zusammenhang eine Erklärung über die Nichtzugehörigkeit zu „geheimen Verbindungen“ zu unterschreiben, wie dies bereits bei Staatsdienern verlangt wurde, verwahrte sich Schüler in einem Artikel in der Deutschen Tribüne. Da Schüler die Erklärung nicht unterschrieb, wurde er im Dezember 1832 aus der bayrischen Anwaltsliste entfernt.

### Das Hambacher Fest und Schülers Emigration

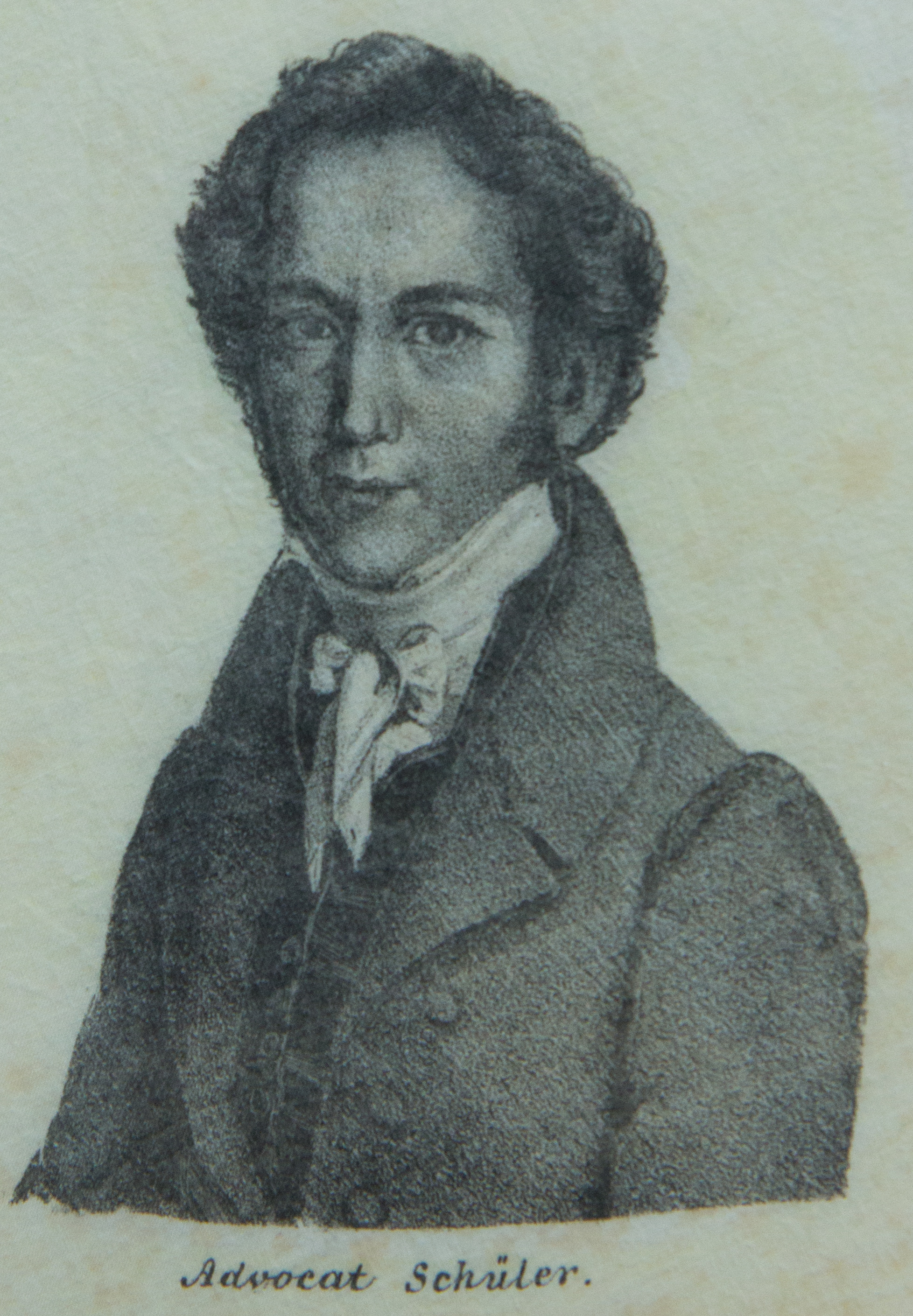
Friedrich Schüler, Abbildung auf dem Hambacher Tuch

Am 6. Mai 1832 fand in Zweibrücken das „Zweite Schülerfest“ statt, in derselben Art wie das erste, nun aber sogar mit 560 Gedecken. Bereits auf dem „1. Schülerfest“ im Januar hatte Siebenpfeiffer den Plan eines großen Nationalfestes vorgestellt. Mittlerweile lag der Aufruf Siebenpfeiffers „Der Deutschen Mai“ für ein „Volks- und Nationalfest“ am 27. Mai vor. Zwei Tage nach dem Zweibrücker Treffen wurde das geplante Fest durch den neuen bayrischen Generalkommissar Freiherr von Andrian-Werburg verboten und für Neustadt und Umgebung ein Aufenthaltsverbot angeordnet.
Gemeinsam mit Savoye und Geib erstellte Schüler am 11. Mai ein Rechtsgutachten, in dem das Verbot des Hambacher Festes durch die Regierung als ungesetzlich nachgewiesen wurde. Am 17. Mai sah sich der Generalkommissar gezwungen, sein Verbot zu widerrufen. Nach diesem Erfolg erneuerten die Demokraten ihre Einladung.
Schüler nahm am Fest teil und hielt seine Rede am Nachmittag des zweiten Festtages. Am 15. Juni wurde der Generalkommissar durch die Regierung angewiesen, die Redner des Festes als Hochverräter verhaften zu lassen. Der drohenden Verhaftung entzog sich Schüler dadurch, dass er sich nach Sainte-Ruffine, einem kleinen Ort in der Nähe von Metz, auf das Landgut seiner in Frankreich begüterten Ehefrau Anatholie Salmon begab.

### Schüler in der 1848er Revolution
Vom 18. Mai 1848 bis zum Ende des Rumpfparlaments am 18. Juni 1849 war Schüler als Abgeordneter für Lauterecken Mitglied der Frankfurter Nationalversammlung.
1849 wurde er auch zum Abgeordneten des bayerischen Landtags gewählt. Schüler nahm weder an der Reichsverfassungskampagne noch am pfälzischen Aufstand teil. Er war einer der fünf Abgeordneten, die am 6. Juni 1849 vom Rumpfparlament als provisorische Reichsregentschaft eingesetzt wurden; in dieser machtlosen und nur formal für wenige Tage existierenden Regierung bekleidete er das Amt des Innenministers. Er wurde dafür wegen Hochverrats angeklagt und in Abwesenheit zum Tode verurteilt.

### Exil
Wieder flüchtete er nach Lothringen, wo er sich entweder auf seinem Landgut in Sainte-Ruffine oder in seinem Haus in der Metzer Innenstadt aufhielt. Die bayerische Regierung erließ in der Folge ein Gesetz, das explizit Friedrich Schüler von jedweder Amnestierung kategorisch ausschloss. Eine Rückkehr nach Deutschland oder gar in die deutsche Politik kam für Schüler damit nicht mehr in Frage, und so blieb er bis zu seinem Tod in Lothringen. Eine Heimkehr der anderen Art erlebte er, als in Folge des Deutsch-Französischen Krieges die Französische Republik im Frieden von Frankfurt/Main vom 10. Mai 1871 auf die deutschsprachigen Gebiete Lothringen – eigentlich nur das Bistum Metz – und Elsass verzichtete und beide als Reichsland Elsaß-Lothringen Teil des am 1. Januar 1871 gegründeten Deutschen Reichs wurden. Schülers Grab hat sich auf dem Friedhof an der katholischen Kirche in Sainte-Ruffine bis heute erhalten; es wurde 2016 durch den „Freundeskreis der Siebenpfeiffer-Stiftung“ instand gesetzt und mit einer Informationstafel versehen.